# Championnats d'Europe de lutte 2012
Navigation
Édition précédente Édition suivante
Les Championnats d'Europe de lutte 2012 se déroulent du 6 mars 2012 au 11 mars 2012 à Belgrade, en Serbie.

## Podiums

### Hommes

#### Lutte libre
| Épreuves | Or                   | Argent               | Bronze                            |
| -------- | -------------------- | -------------------- | --------------------------------- |
| 55 kg    | Dzhamal Otarsultanov | Besarion Gochashvili | Ahmet Peker Radoslav Velikov      |
| 60 kg    | Toğrul Əsgərov       | Anatolie Guidea      | Rasul Murtazaliev Malkhaz Zarkua  |
| 66 kg    | Alan Gogaïev         | Leonid Bazan         | David Safaryan Gergely Woller     |
| 74 kg    | Denis Tsargush       | Davit Khutsishvili   | Aleksandr Qostiyev Gábor Hatos    |
| 84 kg    | Dato Marsagishvili   | Mihail Ganev         | Gheorghiță Ștefan Anzor Urishev   |
| 96 kg    | Abdusalam Gadisov    | Valeriy Andriytsev   | Serhat Balcı Ivan Yankouski       |
| 120 kg   | Taha Akgül           | Dániel Ligeti        | Ihar Dziatko Davit Modzmanashvili |

#### Lutte gréco-romaine
| Épreuves | Or               | Argent             | Bronze                                |
| -------- | ---------------- | ------------------ | ------------------------------------- |
| 55 kg    | Elçin Əliyev     | Péter Módos        | Aleksandar Kostadinov Fatih Üçüncü    |
| 60 kg    | István Lévai     | Ivo Angelov        | Arslan Abdullin Davor Štefanek        |
| 66 kg    | Frank Stäbler    | Georgian Carpen    | Islam-Beka Albiev Ove Mathias Gunther |
| 74 kg    | Roman Vlasov     | Manuchar Tskhadaia | Arsen Julfalakyan Aleksandr Kazakevič |
| 84 kg    | Hristo Marinov   | Damian Janikowski  | Zhan Beleniuk Viktor Lőrincz          |
| 96 kg    | Artur Aleksanyan | Mindaugas Ežerskis | Shalva Gadabadze Serhiy Rutenko       |
| 120 kg   | Riza Kayaalp     | Khasan Baroyev     | Yuri Patrikeev Yevhen Orlov           |

### Femmes

#### Lutte libre
| Épreuves | Or                    | Argent                | Bronze                                   |
| -------- | --------------------- | --------------------- | ---------------------------------------- |
| 48 kg    | Liudmila Balushka     | Estera Dobre          | Marina Vilmova Jaqueline Saskia Schellin |
| 51 kg    | Iwona Matkowska       | Olexandra Kogut       | Alexandra Engelhardt Katia Krasnova      |
| 55 kg    | Nataliya Synyshyn     | Sofia Mattsson        | Maria Gurova Ana Maria Pavăl             |
| 59 kg    | Hanna Vasylenko       | Anastasija Grigorjeva | Sona Əhmədli Ludmila Cristea             |
| 63 kg    | Yuliya Ostapchuk      | Natalia Smirnova      | Monika Michalik Elif Jale Yeşilırmak     |
| 67 kg    | Hanna Johansson       | Alla Cherkasova       | Nadya Sementsova Dzhanan Manolova        |
| 72 kg    | Maja-Gunvor Erlandsen | Kateryna Burmistrova  | Natalia Vorobieva Maider Unda            |

## Tableau des médailles
| Rang  | Nation      | Or | Argent | Bronze | Total |
| ----- | ----------- | -- | ------ | ------ | ----- |
| 1     | Russie      | 5  | 2      | 8      | 15    |
| 2     | Ukraine     | 4  | 4      | 3      | 11    |
| 3     | Azerbaïdjan | 2  | 0      | 4      | 6     |
| 3     | Turquie     | 2  | 0      | 4      | 6     |
| 5     | Bulgarie    | 1  | 4      | 3      | 8     |
| 6     | Géorgie     | 1  | 3      | 2      | 6     |
| 7     | Pologne     | 1  | 1      | 1      | 3     |
| 7     | Suède       | 1  | 1      | 1      | 3     |
| 9     | Arménie     | 1  | 0      | 3      | 4     |
| 10    | Allemagne   | 1  | 0      | 2      | 3     |
| 11    | Norvège     | 1  | 0      | 0      | 1     |
| 11    | Slovaquie   | 1  | 0      | 0      | 1     |
| 13    | Hongrie     | 0  | 2      | 3      | 5     |
| 14    | Roumanie    | 0  | 2      | 2      | 4     |
| 15    | Lituanie    | 0  | 1      | 1      | 2     |
| 16    | Lettonie    | 0  | 1      | 0      | 1     |
| 17    | Biélorussie | 0  | 0      | 2      | 2     |
| 18    | Moldavie    | 0  | 0      | 1      | 1     |
| 18    | Serbie      | 0  | 0      | 1      | 1     |
| Total | Total       | 21 | 21     | 42     | 84    |